# Grand Prix d'Isbergues 1985
Il Grand Prix d'Isbergues 1985, trentanovesima edizione della corsa, si svolse il 1º settembre 1985 su un percorso di 199 km, con partenza e arrivo a Isbergues. Fu vinto dall'olandese Adrie van der Poel della Kwantum Hallen-Decosol-Yoko davanti al francese Gilbert Duclos-Lassalle e al belga Étienne De Wilde.

## Ordine d'arrivo (Top 10)
| Pos. | Corridore               | Squadra                     | Tempo    |
| ---- | ----------------------- | --------------------------- | -------- |
| 1    | Adrie van der Poel      | Kwantum Hallen-Decosol-Yoko | 5h00'05" |
| 2    | Gilbert Duclos-Lassalle | Peugeot-Shell-Michelin      |          |
| 3    | Étienne De Wilde        | Safir-Van de Ven            |          |
| 4    | Paul Sherwen            | La Redoute-Cycles MBK       |          |
| 5    | Dominique Garde         | Skil-Sem-Kas-Miko           |          |
| 6    | Jean Habets             | Skil-Sem-Kas-Miko           |          |
| 7    | Joop Zoetemelk          | Kwantum-Decosol-Yoko        |          |
| 8    | Philippe Delaurier      | La Redoute-Cycles MBK       |          |
| 9    | Dominique Lecrocq       | Peugeot-Shell-Michelin      |          |
| 10   | Henri Manders           | Kwantum-Decosol-Yoko        |          |